# Culture Kultür
Culture Kultür ist ein spanisches Future-Pop-Projekt aus dem Umfeld der Elektro-Szene.

## Geschichte
Die Band wurde 1992 in Málaga, Südspanien gegründet. Das Projekt fühlt sich anfangs inspiriert von dem 80er Jahre EBM-Sound, energetischen Beats, Synthesizern und tiefsinnigen Texten mit kraftvollem Gesang.
Ihre EP DNA Slaves erreichte die Top 10 der Deutschen Alternative Charts, und ihr zweites Album Revenge erschien 2001.
Das Projekt hat im Juni 2005 das Album Reborn aufgenommen, was den Titel The Only One enthält, außerdem erreichte es Platz 3 der Deutschen Alternative Charts.
Das Album Spirit erschien im Jahr 2010. Nach einer längeren Sendepause brachten sie im Januar 2019 das neue Album Humanity heraus.

## Diskografie

### Alben
- 1998: Bump! (Microscopic)
- 1999: Reflex (Out Of Line)
- 2001: Revenge (Out Of Line)
- 2005: Reborn (Out Of Line)
- 2010: Spirit (Caustic Records)
- 2019: Humanity (Caustic Records)

### EPs
- 1992: Bass...Can You Hear Me?
- 1993: F.T.W.
- 1996: Spike (Microscopic)
- 1996: Rev.-Time (Microscopic)
- 1997: Default (Microscopic)
- 1998: Aftermath (Microscopic)
- 1999: Manifesto (Out Of Line)
- 1999: DNA Slaves (Out Of Line)
- 2002: Combat (Out Of Line)